# ناصر رفایی
ناصر رفایی (متولد ۱۳۴۳، تهران)، نویسنده و کارگردان و تدوینگر اهل ایران است.

## کارگردان
- فرمول ۱۳ (۱۳۹۳)
- چتر سبز
- خانه امن است
- صبحی دیگر (۱۳۸۴)
- امتحان

## نویسنده
- چتر سبز
- خانه امن است
- فیلم سینمایی صبحی دیگر (۱۳۸۴)
- امتحان (فیلم ۱۳۸۰)

## تهیه کننده
- چتر سبز

## تدوین
- چتر سبز
- خانه امن است
- امتحان (فیلم ۱۳۸۰)

## دستیار کارگردان
- بید و باد (۱۳۷۷)
- شیدا (فیلم) (۱۳۷۷)
- تیک تاک (فیلم) (۱۳۷۱)
- چکمه (فیلم) (۱۳۷۱)

## جوایز
- جایزه ویژه هیئت داوران
- نامزد تندیس زرین بهترین کارگردانی جشن خانه سینمای ایران
- سیمرغ بلورین ویژه هیئت داوران جشنواره بین‌المللی فیلم فجر برای کارگردانی برای "امتحان"
- سیمرغ بلورین بهترین صدابرداری جشنواره بین‌المللی فیلم فجر برای "امتحان"
- دیپلم افتخار جشنواره موضوعی فیلم آبادان برای کارگردانی برای "امتحان"
- دیپلم افتخار جشنواره امید برای تهیه‌کنندگی برای "امتحان"
- دیپلم افتخار جشنواره بین‌المللی فیلم رشد برای کارگردانی برای "امتحان"
- جایزه بهترین کارگردانی از نخستین جشنواره شهر (شهرداری تهران) برای "امتحان"
- پروانه زرین بهترین کارگردانی در جشنواره کودک و نوجوان همدان برای "خانه امن است"
- پروانه زرین بهترین فیلمنامه در جشنواره کودک و نوجوان همدان برای "خانه امن است"
- جایزه اراده ملی در جشنواره فجر از سوی سازمان بهزیستی کشور برای "خانه امن است"
- دیپلم افتخار بهترین فیلم در بخش بین‌الملل جشنواره کودک و نوجوان اصفهان برای "چتر سبز"
- دیپلم افتخار بهترین کارگردانی در جشنواره کودک و نوجوان اصفهان برای "چتر سبز"
- دیپلم افتخار بهترین بازیگر کودک در جشنواره کودک و نوجوان اصفهان برای "چتر سبز"
- جایزه فیلم برگزیده کودک از آموزش و پرورش اصفهان در جشنواره کودک و نوجوان اصفهان برای "چتر سبز"
- جایزه فیلم برگزیده آموزش عالی اصفهان در جشنواره کودک و نوجوان اصفهان برای "چتر سبز"
- جایزه ویژه هیئت داوران جشنواره مانهایم -آلمان برای " امتحان "
- جایزه بالون نقره ای جشنواره نانت سه قاره -فرانسه برای " امتحان "
- جایزه ویژه برای مجموع بازیگران فیلم،جشنواره نانت سه قاره -فرانسه " امتحان "
- تقدیر هیئت داوران بخش فیلم‌های آسیایی جشنواره توکیو - ژاپن " امتحان "
- جایزه ووسوک برای بهترین فیلم از جشنواره جیونجو -کره جنوبی " امتحان "
- جایزه ویژه هیئت داوران جشنواره سلا -مراکش " امتحان "